# T-Pain Presents Happy Hour: The Greatest Hits
"T-Pain Presents Happy Hour: The Greatest Hits" é a Coletânea musical e álbum de grandes êxitos de estréia do cantor de R&B e Hip Hop T-Pain, lançada oficialmente em 4 de novembro de 2014. O álbum conta com dois singles inéditas, e onze faixas de grande sucesso do artista.

## Singles
O primeiro single do álbum foi Up Down (Do This All Day), lançado 13 de Agosto de 2013. O single alcançou a posição 62 na Billboard Hot 100, decima quinta na Billboard Hot R&B/Hip-Hop Songs, e ainda a 43 na UK Singles Chart, tendo a melhor colocação na UK R&B Chart a onde alcançou a sétima posição. A canção ainda teve bom desempenho comercial nas paradas musicais belgas.
O segundo single, Drankin Patna, foi lançado oficialmente em 12 de Maio de 2014.

## Desempenho comercial
O álbum alcançou a posição 43 na Billboard R&B Albums.

## Faixas
| N.º            | Título                                                                   | Duração |  |
| 1.             | "Up Down (Do This All Day)" (com B.o.B)                                  | 3:51    |  |
| 2.             | "Up Down (Do This All Day)" (Remix) (com B.o.B, Boosie Badazz & Kid Ink) | 4:59    |  |
| 3.             | "Drankin' Patna"                                                         | 3:55    |  |
| 4.             | "Blame It" (com Jamie Foxx)                                              | 4:50    |  |
| 5.             | "Buy U a Drank (Shawty Snappin')" (com Yung Joc)                         | 3:49    |  |
| 6.             | "5 O'Clock" (com Lily Allen & Wiz Khalifa)                               | 4:41    |  |
| 7.             | "Can't Believe It" (com Lil Wayne)                                       | 4:33    |  |
| 8.             | "Booty Wurk (One Cheek At a Time)" (com Teddy Penderazdoun)              | 3:55    |  |
| 9.             | "Best Love Song" (com Chris Brown)                                       | 3:17    |  |
| 10.            | "Bartender" (com Akon)                                                   | 4:01    |  |
| 11.            | "I'm N Luv (Wit a Stripper)" (com Mike Jones)                            | 3:46    |  |
| 12.            | "I'm Sprung"                                                             | 3:51    |  |
| 13.            | "Freeze" (com Chris Brown)                                               | 3:36    |  |
| Duração total: | Duração total:                                                           | 53:02   |  |

## Desempenho nas paradas
| Paradas (2014)                          | Melhor posição |
| --------------------------------------- | -------------- |
| Estados Unidos (Top R&B/Hip Hop Albums) | 43             |